# Koellensteinia spiralis
Koellensteinia spiralis là một loài thực vật có hoa trong họ Lan. Loài này được Gomes Ferreira & L.C.Menezes mô tả khoa học đầu tiên năm 1997.

## Hình ảnh

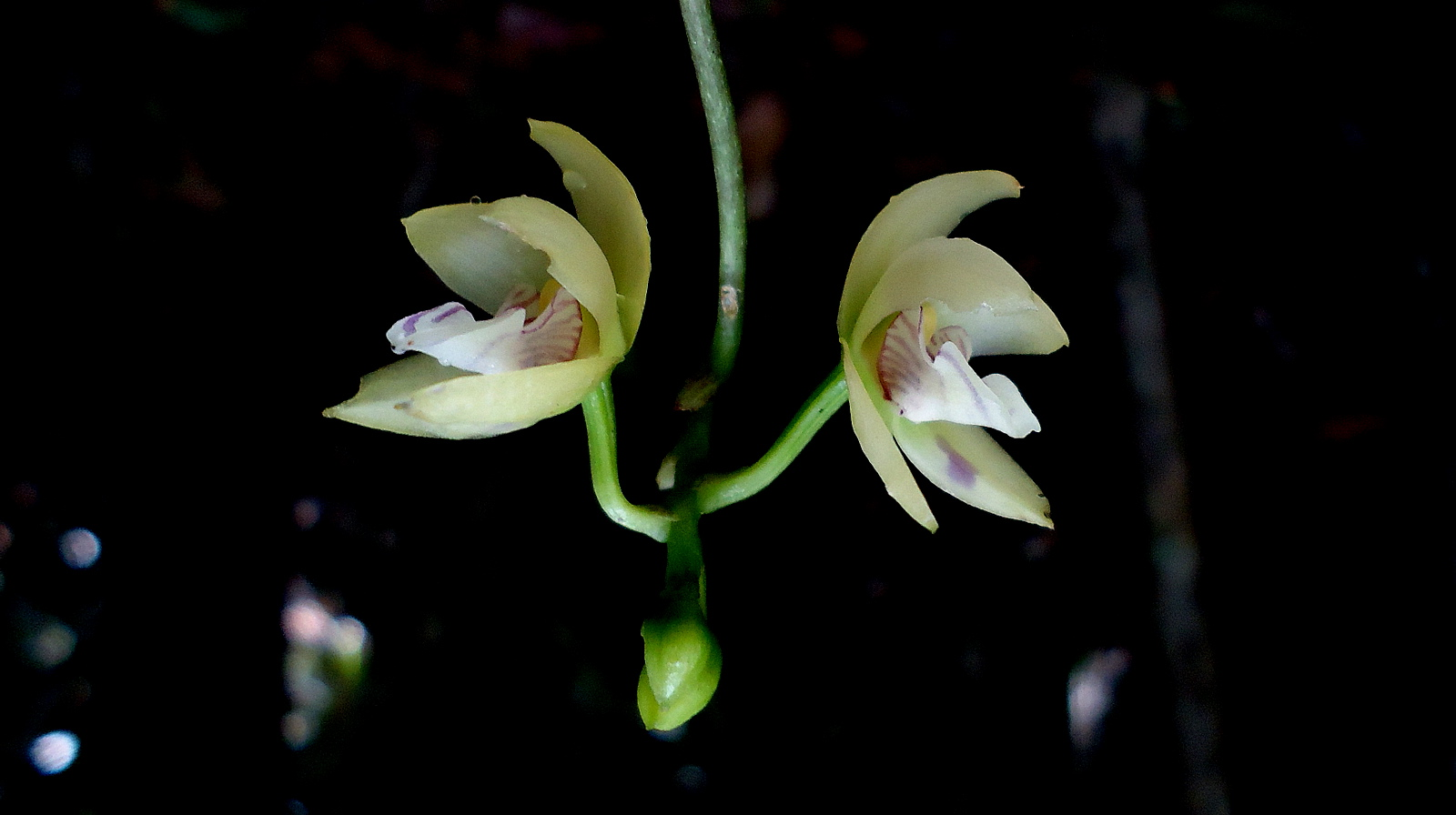
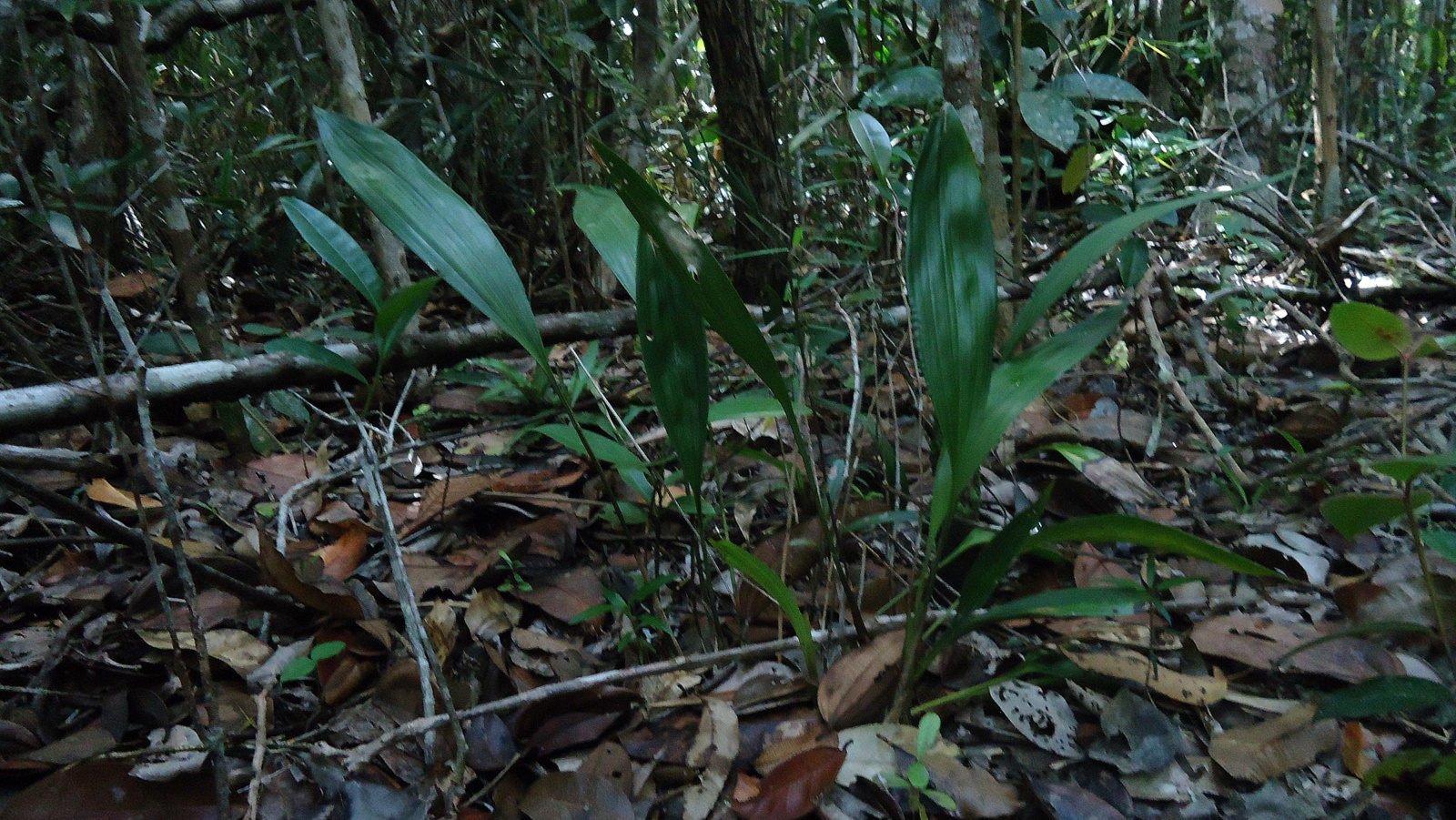
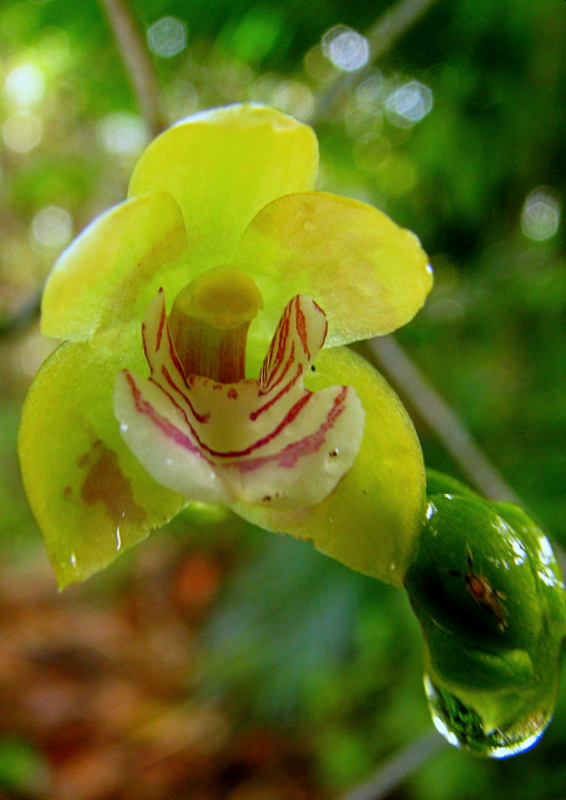